# Feculantes
Feculantes ou amidáceas (ou ainda feculáceas) são alimentos que consistem em uma alta proporção de amido ou, mais geralmente carboidratos complexos. Tal categoria de alimentos é mais consumida no mundo, e podem ser extraídas de partes de plantas não transformadas (sementes, frutas, tubérculos, raízes, talos) ou de produtos derivados destes, provenientes da indústria de alimentos (arroz, farinha, macarrão, cereal, etc).
Nutricionalmente, as amidáceas são a principal fonte de energia na alimentação humana e animal. Os hidratos de carbono que contêm podem ser tratados de forma mais ou menos rápida (índice glicêmico alto ou baixo).

## Etimologia
O termo feculáceo (e feculante), atestada desde o século XVI, deriva do latim faeculentus (cheio de fezes, barro, lama) que se deriva fezes. Seu significado original se refere a um líquido espesso, carregado de impurezas.

## Exemplos de feculantes

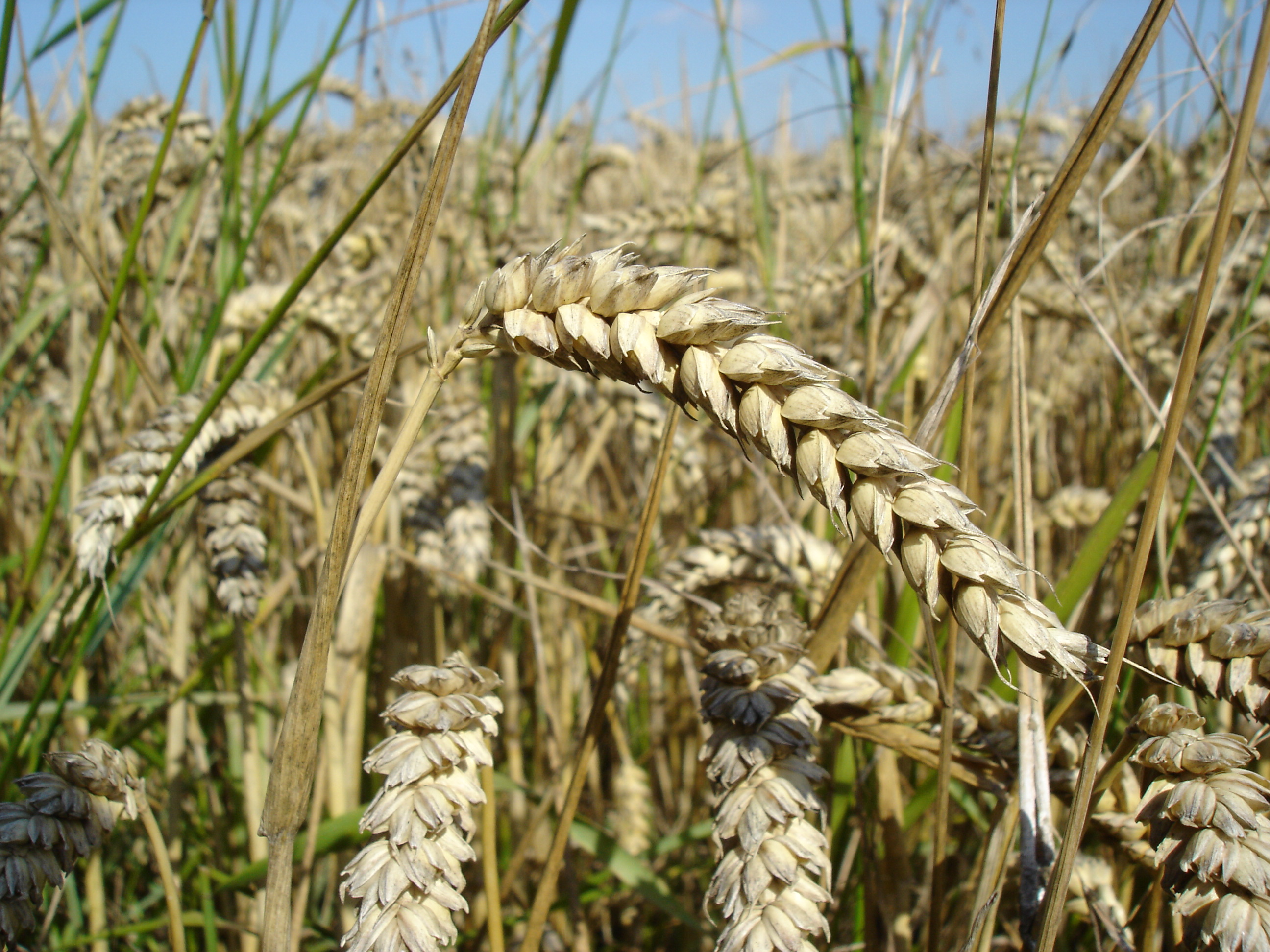
Trigo.

### Cereais
- Trigo;
- Aveia;
- Milho;
- Milheto Proso;
- Cevada;
- Arroz;
- Trigo sarraceno;
- Centeio.

### Leguminosas

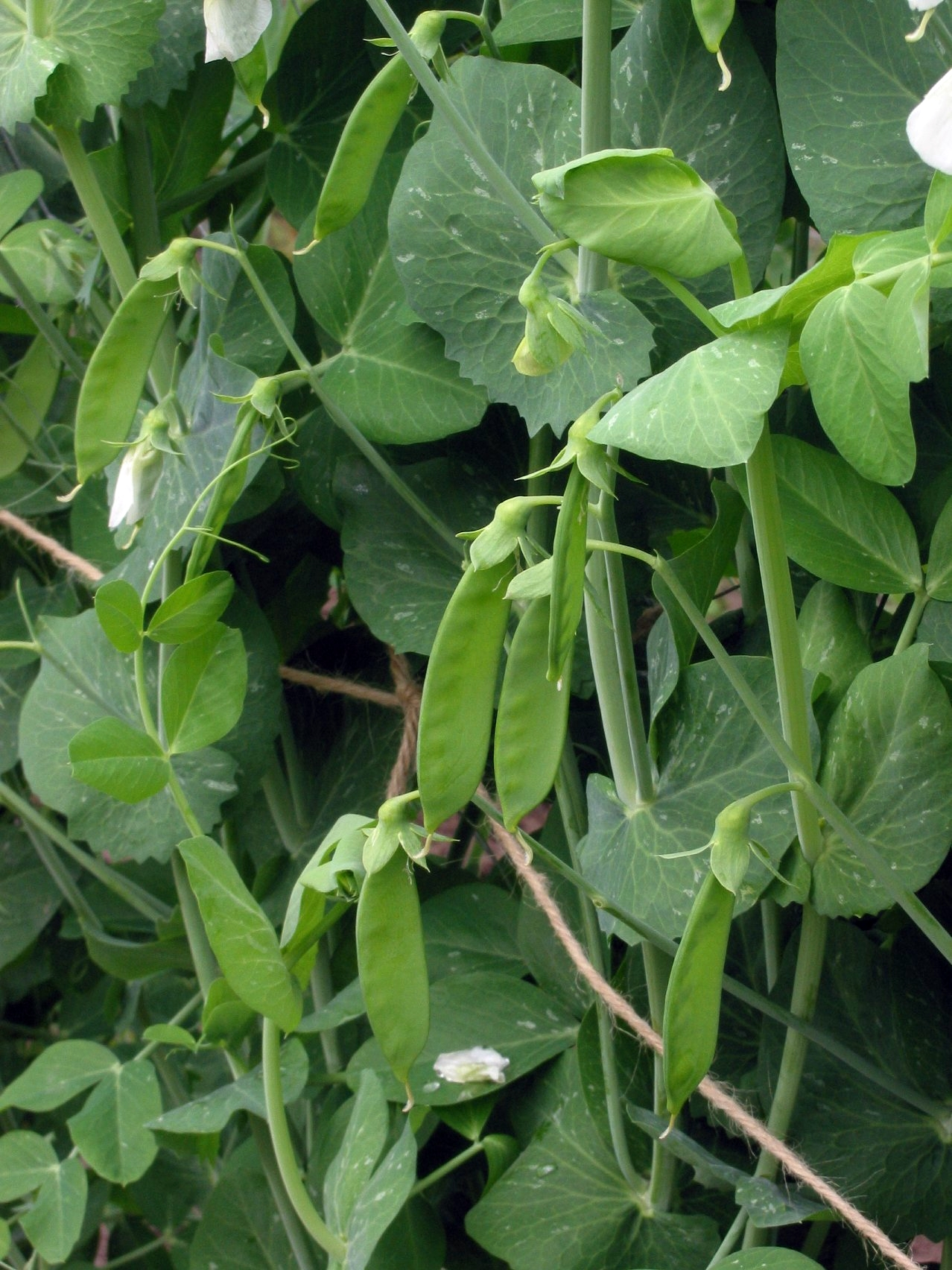
Ervilhas.

- Ervilhas;
- Feijão;
- Feijão seco;
- Grão de bico;
- Ervilhas secas;
- Lentilha;
- Soja.

### Tubérculos
- Batatas
- Inhame
- Raízes
- Mandioca

### Tronco
- Sagu